# Olkenbach
Olkenbach ist ein Ortsteil (Ortsbezirk) von Bausendorf im Landkreis Bernkastel-Wittlich in Rheinland-Pfalz.

## Geographie
Der Ort liegt etwa einen Kilometer nordwestlich von Bausendorf am Fuße des Kondelwaldes im unteren Tal der Alf, der von links her durch den Ort der Olkenbach zumündet.
Die Nachbarorte von Olkenbach sind im Südosten Bausendorf selbst, im Nordwesten Diefenbach, sowie im Norden Niederscheidweiler.

## Geschichte

### Olkenbach
Olkenbach wurde erstmals 1075 urkundlich erwähnt, als der Trierer Erzbischof Udo den Verkauf eines Gutes an das Simeonstift in Trier durch Hugo von Hachenfels bestätigte.
Bis zum Ende des 18. Jahrhunderts gehörte Olkenbach zu Kurtrier und war dem Amt Wittlich zugeordnet. Das Linke Rheinufer wurde 1794 im ersten Koalitionskrieg von französischen Revolutionstruppen besetzt. Von 1798 bis 1814 gehörte Olkenbach zum Saardepartement, Kanton Wittlich. Auf dem Wiener Kongress (1815) kam die Region an das Königreich Preußen, der Ort wurde 1816 dem Regierungsbezirk Trier, Kreis Wittlich, zugeordnet.
Nach dem Ersten Weltkrieg gehörte das Gebiet zum französischen Teil der Alliierten Rheinlandbesetzung. Nach dem Zweiten Weltkrieg wurde Olkenbach innerhalb der französischen Besatzungszone Teil des damals neu gebildeten Landes Rheinland-Pfalz.
Am 7. Juni 1969 erfolgte der Zusammenschluss der bis dahin selbstständigen Ortsgemeinde Olkenbach, die zu diesem Zeitpunkt 307 Einwohner hatte, mit der Ortsgemeinde Bausendorf.

### Heinzerath

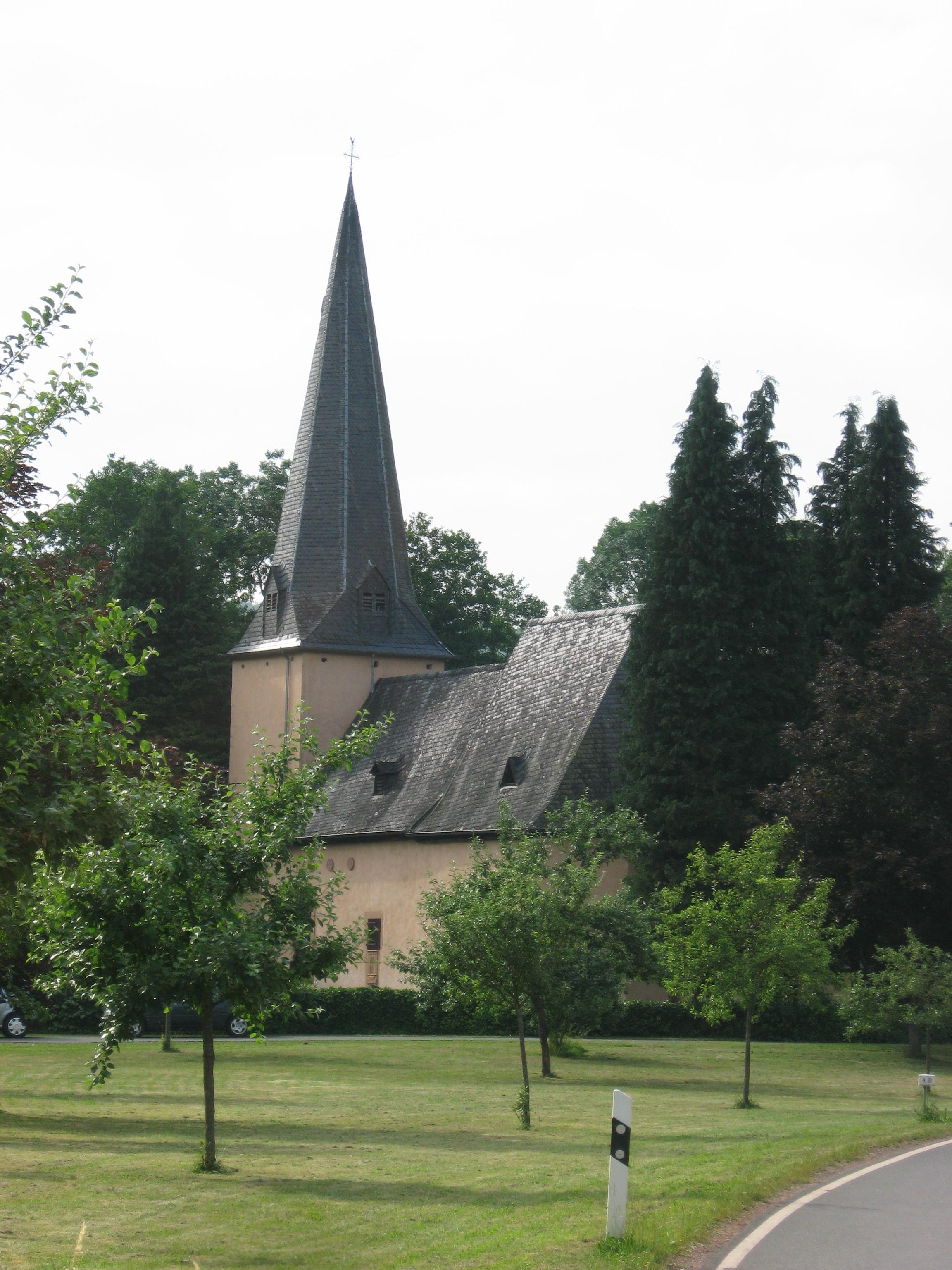
St. Bartholomäus

In der heutigen Gemarkung von Olkenbach lag in Richtung Niederscheidweiler die wohl im 17. Jahrhundert erloschene Ortschaft Heinzerath. Bis heute erhalten blieben die Mühle sowie die Katholische Kirche St. Bartholomäus, die bis in die 1970er Jahre Ziel einer jährlichen Wallfahrt war.

## Politik
Der Ortsteil Olkenbach ist gemäß Hauptsatzung der einzige Ortsbezirk der Ortsgemeinde Bausendorf. Er wird politisch von einem Ortsvorsteher vertreten, während auf die Bildung eines Ortsbeirats verzichtet wurde.
Tim Neumann ist Ortsvorsteher von Olkenbach. Bei der Direktwahl am 26. Mai 2019 wurde er mit einem Stimmenanteil von 69,23 % gewählt. Bei der Direktwahl am 9. Juni 2024 wurde er als einziger Bewerber mit 94,2 % für weitere fünf Jahre in seinem Amt bestätigt.

## Kultur und Sehenswürdigkeiten

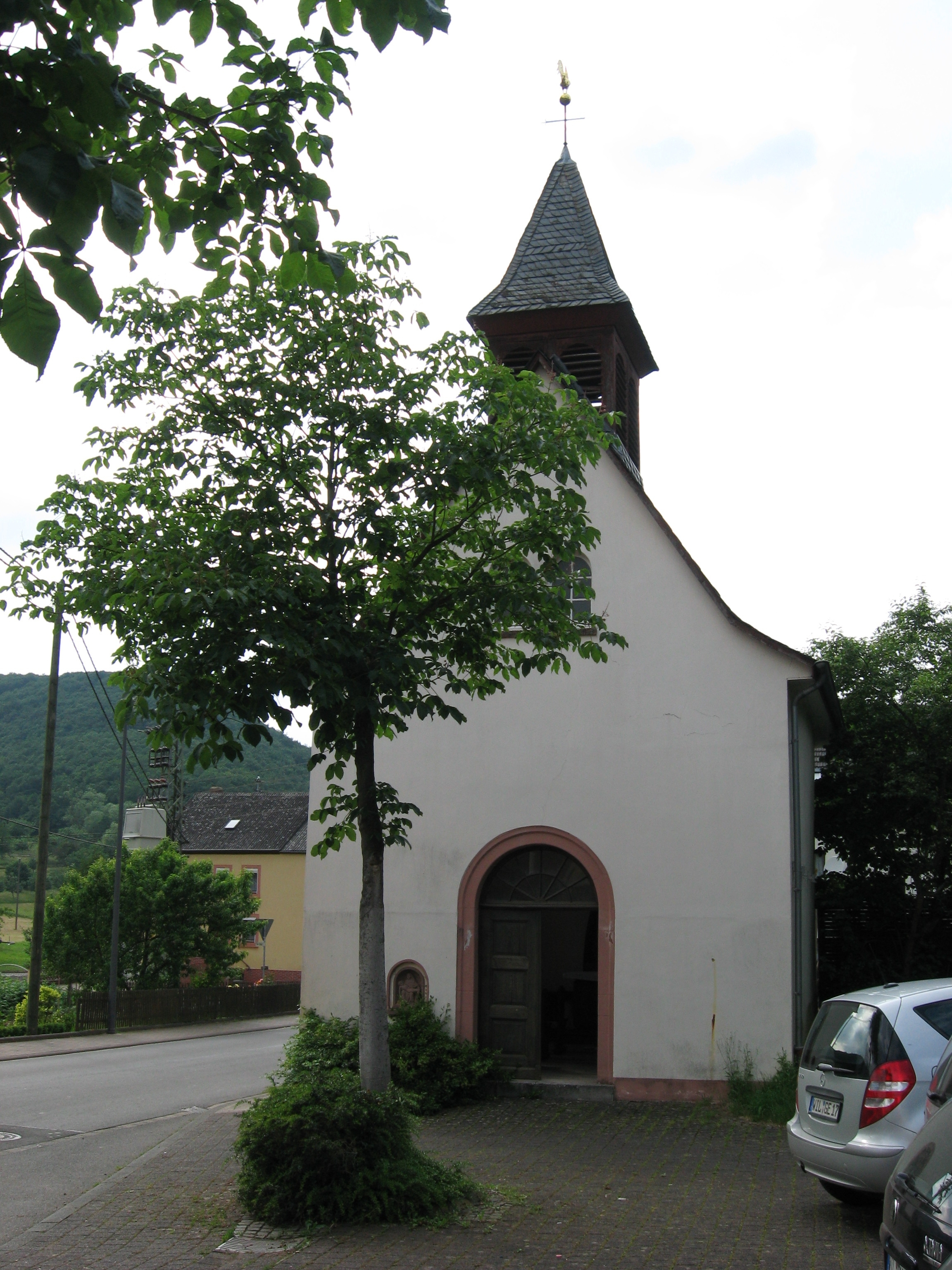
Kapelle Olkenbach

In der Denkmalliste des Landes Rheinland-Pfalz (Stand: 2025) sind folgende Kulturdenkmäler genannt:
- Katholische  Filialkirche, kleiner Saalbau (wohl kurz nach 1945), Heinzerather Straße
- Fachwerkhaus, 19. Jahrhundert, Am Hohlberg 10
- Katholische Kirche St. Bartholomäus in der Gemarkung

## Wirtschaft und Infrastruktur
Olkenbach liegt an der Kreisstraße 30, die in südöstlicher Richtung nach Bausendorf, und in nordwestlicher nach Niederscheidweiler führt.